# José Oliva Nogueira
José Oliva Nogueira (* 26. Dezember 1873 in Cádiz/Provinz Cádiz, Spanien; † 16. Oktober 1945 in Rosario/Provinz Santa Fe) war ein argentinischer Lyriker, Dramatiker und Journalist.

## Leben
Oliva Nogueira war ein enzyklopädisch gebildeter Autodidakt. Er studierte neben Literatur Philosophie, Mathematik, Astronomie, Volkswirtschaftslehre, Jura, Medizin, Malerei und Musik und las mehrere Sprachen, darunter Latein, Italienisch, Französisch und Katalanisch. Geprägt wurde er von dem Literaturwissenschaftler und -kritiker Marcelino Menéndez Pelayo und dem Musikwissenschaftler Felipe Pedrell.
In Rosario leitete er die Zeitschriften El mercantil und La República und gab später La Capital heraus. Seit Beginn des 20. Jahrhunderts veröffentlichte er mehrere Gedichtbände. 1924 erschien sein historisches Werk Orígenes de la ciudad de Rosario. Bekannt wurde sein lyrisches Drama La leyenda del urutaú, das mit der Musik von Gilardo Gilardi 1934 am Teatro Colón uraufgeführt wurde. In Rosario wurde 1977 eine Straße nach ihm benannt.

## Werke
- Heliantos, Gedichte, 1908
- Desde mi ventana, Gedichte, 1919
- Más allá, Gedichte, 1923
- De la luz y de la sombra, Gedichte, 1924
- Orígenes de la ciudad  de Rosario, 1924
- La leyenda del urutaú, lyrisches Drama
- Viaje perdido, Schauspiel
- Los muñecos, Schauspiel